# دون إيفرهارت
دون إيفرهارت (بالإنجليزية: Don Everhart)‏ هو نحات أمريكي، ولد في 19 أغسطس 1949.